# Albúmina sèrica de boví
L'Albúmina de sèrum boví (també coneguda com a BSA o Fracció V; en anglès Bovine serum albumin) és una proteïna albúmina de sèrum derivada de les vaques. Sovint s'empra com una concentració de proteïna estàndard en experiments de laboratori.
El sobrenom de "Fracció V" és degut al fet que l'albúmina és la cinquena fracció del mètode de purificació original d'Edwin Cohn, que va fer ús de les característiques de la solubilitat diferencial de les proteïnes plasmàtiques. Manipulant les concentracions de dissolvents, pH, sal nivells, i la temperatura, Cohn va ser capaç de treure successives "fraccions" de plasma sanguini. El procés va ser el primer comercialitzat amb albúmina humana per a ús mèdic i posteriorment adoptat per a la producció de BSA.